# Cirsium vallis-demonii
Il cardo del Valdemone (Cirsium vallis-demonii Lojac., 1884) è una pianta angiosperma dicotiledone della famiglia delle Asteraceae, diffusa in Sicilia e Calabria.

## Etimologia
Il nome del genere (cirsium) deriva dalla parola greca kirsos = varice; da questa radice deriva poi la denominazione Kirsion, un vocabolo che sembra servisse ad identificare una pianta usata per curare questo tipo di malattia. Da kirsion  in tempi moderni il botanico francese Tournefort (1656 - 708) derivò il nome Cirsium dell'attuale genere.

Il nome italiano “cardo” è abbastanza generico in quanto nel linguaggio comune si riferisce a diversi generi e specie di piante. Tra i generi che vengono chiamati direttamente “cardo”, oppure hanno una o più specie che comunemente si chiamano con questo nome citiamo: Carduus, Carduncellus, Carlina, Centaurea, Cnicus, Cynara, Echinops, Galactites, Jurinea, Onopordum, Scolymus, Silybum, Tyrimnus, tutti della famiglia delle Asteraceae. Ma anche in altre famiglie abbiamo dei generi con delle specie che volgarmente vengono chiamate “cardi” : il genere Eryngium della famiglia delle Apiaceae o il genere Dipsacus della famiglia delle Dipsacaceae.

Il binomio scientifico della pianta di questa voce è stato inizialmente proposto da Carl von Linné (1707 – 1778) biologo e scrittore svedese, considerato il padre della moderna classificazione scientifica degli organismi viventi, e successivamente perfezionato dal medico e naturalista italiano Giovanni Antonio Scopoli (Cavalese, 3 giugno 1723 – Pavia, 8 maggio 1788) nella pubblicazione ”Flora Carniolica” nel 1772.

L'epiteto specifico (vallis-demonis) fa riferimento alla "Valdemone", una regione nord-orientale della Sicilia (provincia di Messina).

## Descrizione
Le dimensioni media di questa pianta vanno da 50 a 110 cm. La forma biologica della specie è emicriptofita bienni (H bienn); sono piante a ciclo riproduttivo biennale per mezzo di gemme poste al suolo. Nel corso del primo anno presentano solamente una rosetta fogliare mentre nel secondo anno fioriscono completamente.

### Radici
Radici secondarie da rizoma.

### Fusto
La parte aerea del fusto è semplice o poco ramosa a sezione cilindrica; ha un andamento eretto.

### Foglie
Le foglie sono grandi e verdi a disposizione sparsa; sono a forma pennatifida (o pennato - partite), suddivise in stretti lobi lineari (quasi delle lacinie) e distanziati con delle spine all'apice. 

### Infiorescenza
L'infiorescenza è formata da un capolino terminale (all'apice del fusto principale), normalmente solitario ma molto grande e a forma globosa circondato da alcune foglie bratteali. Queste hanno delle forme lineari-intere e sono lunghe il doppio del capolino; sul bordo sono spinuloso-pettinate (le spinule sono lunghe 1-2 mm).  L'involucro, a forma svasata, è composto da numerose brattee (squame) disposte in modo embricato. La forma delle brattee è più o meno lanceolata nella porzione basale e nettamente lesiniforme nella parte apicale. Le brattee sono spinescenti. Diametro del capolino 3-4 cm. Diametro dell'involucro: 2 cm. Dimensione delle brattee: larghezza 2 mm; lunghezza 15-17 mm.

### Fiori
I fiori del capolino sono tutti tubulosi (il tipo ligulato, presente invece nella maggioranza delle Asteraceae,  è assente) e fuoriescono dall'involucro sotto forma di un largo pennello. I fiori sono inoltre ermafroditi, tetraciclici (calice – corolla – androceo – gineceo) e pentameri.
- Formula fiorale :

- /x K {\displaystyle \infty }, [C (5), A (5)], G 2 (infero), achenio

- Calice: i sepali del calice sono ridotti al minimo.
- Corolla: la corolla è purpurea o bianca. Lunghezza della corolla: 20-30 mm

.
- Androceo: sono presenti 5 stami.
- Gineceo: i carpelli sono 2 e formano un ovario infero uni – loculare; lo stilo ha un stimma bifido che sporge notevolmente dalla corolla.
- Fioritura: da luglio a settembre.

### Frutti
Il frutto è un achenio cilindrico con pappo piumoso formato da molte file di peli barbosi riuniti alla base.  Il pappo ha la funzione di aiutare la dispersione del seme portato lontano dal vento. Dimensione del pappo 18 – 22 mm.

## Biologia
- Impollinazione: l'impollinazione avviene tramite insetti (impollinazione entomogama) o eventualmente ad opera del vento (impollinazione anemogama). Tra gli insetti vi possono essere farfalle diurne e notturne (lepidotteri, falene e coleotteri) e api.
- Riproduzione: la fecondazione avviene fondamentalmente tramite l'impollinazione dei fiori (vedi sopra).
- Dispersione: i semi cadendo a terra (dopo essere stati trasportati per alcuni metri dal vento per merito del pappo – disseminazione anemocora) sono successivamente dispersi soprattutto da insetti tipo formiche (disseminazione mirmecoria).

## Distribuzione e habitat
- Geoelemento: il tipo corologico (area di origine) è Endemico.
- Distribuzione: è un endemismo siculo-calabro raro, presente in Sicilia sui Peloritani, i Nebrodi e le Madonie e segnalato in Calabria sulla Sila, il Pollino e il Parco delle Serre.
- Habitat:  l'habitat preferito per queste piante sono i pascoli, gli incolti e lungo le vie.
- Distribuzione altitudinale: sui rilievi, in Italia, queste piante si possono trovare da 800 a 1.500 m s.l.m..

### Fitosociologia
Per l'areale completo italiano Cirsium vallis-demonii appartiene alla seguente comunità vegetale:
Macrotipologia: vegetazione erbacea sinantropica, ruderale e megaforbieti
Classe: Trifolio medii-Geranietea sanguinei Müller, 1962
Ordine: Asphodeletalia macrocarpae Biondi & Allegrezza in Biondi, Allegrezza, Casavecchia, Galdenzi, Gasparri, Pesaresi, Vagge & Blasi, 2014
Alleanza: Hyperico calabricae–Asphodelion macrocarpi Biondi, Gangale & Uzunov in Biondi, Casavecchia, Pesaresi, Gangale, Uzunov, 2014
Descrizione. L'alleanza Hyperico calabricae–Asphodelion macrocarpi è relativa a orli erbacei eliofili ed acidofili che colonizzano le praterie secondarie mesofile ed igro-mesofile. Questa alleanza si sviluppa su suoli silicatici nelle praterie secondarie in abbandono, rispetto alle pratiche agronomiche e pastorali. Distribuzione: dalla Basilicata meridionale e Campania fino alla Sicilia.
Specie presenti nell'associazione: Asphodelus macrocarpus, Trifolium pratense subsp. semipurpureum, Festuca microphylla, Nardus stricta, Cirsium vallis-demonii, Leontodon tuberosus, Luzula campestris, Dactylis glomerata, Armeria brutia, Viola aethnensis subsp. messanensis, Hypericum calabricum e Potentilla calabra

## Tassonomia
La famiglia di appartenenza di questa voce (Asteraceae o Compositae, nomen conservandum) probabilmente originaria del Sud America, è la più numerosa del mondo vegetale, comprende oltre 23.000 specie distribuite su 1.535 generi, oppure 22.750 specie e 1.530 generi secondo altre fonti (una delle checklist più aggiornata elenca fino a 1.679 generi). La famiglia attualmente (2021) è divisa in 16 sottofamiglie.
Cardueae è una delle 4 tribù della sottofamiglia Carduoideae. La tribù Cardueae a sua volta è suddivisa in 12 sottotribù (la sottotribù Carduinae è una di queste). Il genere Cirsium elenca 435 specie con una distribuzione cosmopolita, 35 delle quali sono presenti spontaneamente sul territorio italiano.

### Filogenesi
Il genere di questa voce è inserito nel gruppo tassonomico della sottotribù Carduinae. In precedenza provvisoriamente era inserito nel gruppo tassonomico informale "Carduus-Cirsium Group". La posizione filogenetica di questo gruppo nell'ambito della sottotribù è abbastanza vicina al "core" della sottotribù (con il genere Carduus forma un "gruppo fratello") e dalle analisi molecolari è stato calcolato in 7,2 milioni di anni fa la separazione di questo genere dal resto del gruppo (è stato l'ultimo a separarsi).
Il numero cromosomico per questa specie è: 2n = 34.
I caratteri distintivi di questa specie nell'ambito del genere sono:
- il colore della corolla è bianco e/o purpureo;
- i fusti non sono alati;
- la pagina superiore delle foglie ha delle spine pungenti lunghe 1 - 1,5 mm;
- la porzione distale delle brattee involucrali medie è larga più di 0,5 mm.

Questi caratteri sono condivisi con le seguenti specie (sono anche indicati alcuni caratteri distintivi della specie):
- Cirsium ferox  (L.) DC.  - Cardo crudele: la corolla è lunga 30 – 38 mm; il pappo è lungo 24 – 29 mm.
- Cirsium tenoreanum Petr.  - Cardo di Tenore: l'involucro ha dimensioni relativamente piccole (diametro di 12 – 25 mm); le foglie bratteali sono grandi e superano il capolino.
- Cirsium lobelii Ten.  - Cardo di Lobel: il capolino è sotteso da 3 - 6 lunghe foglie bratteali; l'involucro è densamente pubescente (non è violaceo).
- Cirsium lacaitae Petr. - Cirsio di Lacaita: il capolino è sotteso da 1 - 4 brevi foglie bratteali; l'involucro è subglabro con riflessi violacei.
- Cirsium eriophorum  (L.) Scop.  - Cardo scardaccio: l'involucro ha dimensioni relativamente grandi (i suoi capolini sono probabilmente i più grandi, da 40 a 70 mm e più, delle varie specie del genere in Italia) è inoltre tomentoso (si presenta quasi ragnateloso).
- Cirsium spathulatum (Moretti) Gaudin - Cardo scardaccio l'involucro ha dimensioni minori da 30 a 40 mm, è inoltre glabro o sparsamente pubescente.

### Variabilità
Le popolazioni calabre si distinguono da quelle siciliane per la colorazione purpurea delle corolle  (quasi bianche in Sicilia).